# Tenodera sinensis
Tenodera sinensis Saussure, 1871, comunemente nota come mantide cinese, è una specie di mantoideo originaria dell'Asia e delle isole vicine. Inizialmente descritta come una sottospecie di Tenodera aridifolia (T. aridifolia sinensis) viene ora considerata specie autonoma.

## Descrizione
Può presentarsi come completamente verde, giallastra o marrone con una striscia verde sul margine delle tegmine. Può raggiungere i 13 centimetri.

## Biologia

### Alimentazione
Si nutre principalmente di altri insetti, anche se le femmine adulte a volte catturano piccoli vertebrati. Possono nutrirsi anche di colibrì e piccoli uccelli.

### Riproduzione
Le femmine depongono le uova in un'ooteca alla fine dell'estate che può contenere fino a 300 uova. Le uova si schiudono in primavera e le neanidi maturano in ottobre.

## Distribuzione e habitat
Si trova in tutto il sud-est asiatico e in Asia orientale.
Nel 1896 questa specie fu introdotta accidentalmente da un vivaista a Mount Airy, Filadelfia e da allora si è diffusa in tutto il nord America.